# La Festa dels Súpers
La Festa dels Súpers és un esdeveniment anual que se celebra des de 1996 (a excepció de 2006 i 2019). Va dirigit als súpers (nens i nenes que disposen del carnet de súper que dona gratuïtament el Canal Super3). Fins al 2017 se celebrava durant tot un cap de setmana a l'anella olímpica de montjuic, i es realitzaven tota mena d'activitats, jocs, concursos i concerts. Des de l'any 2007 sobretot destacava l'espectacle de la Família del Super3.

## Edicions

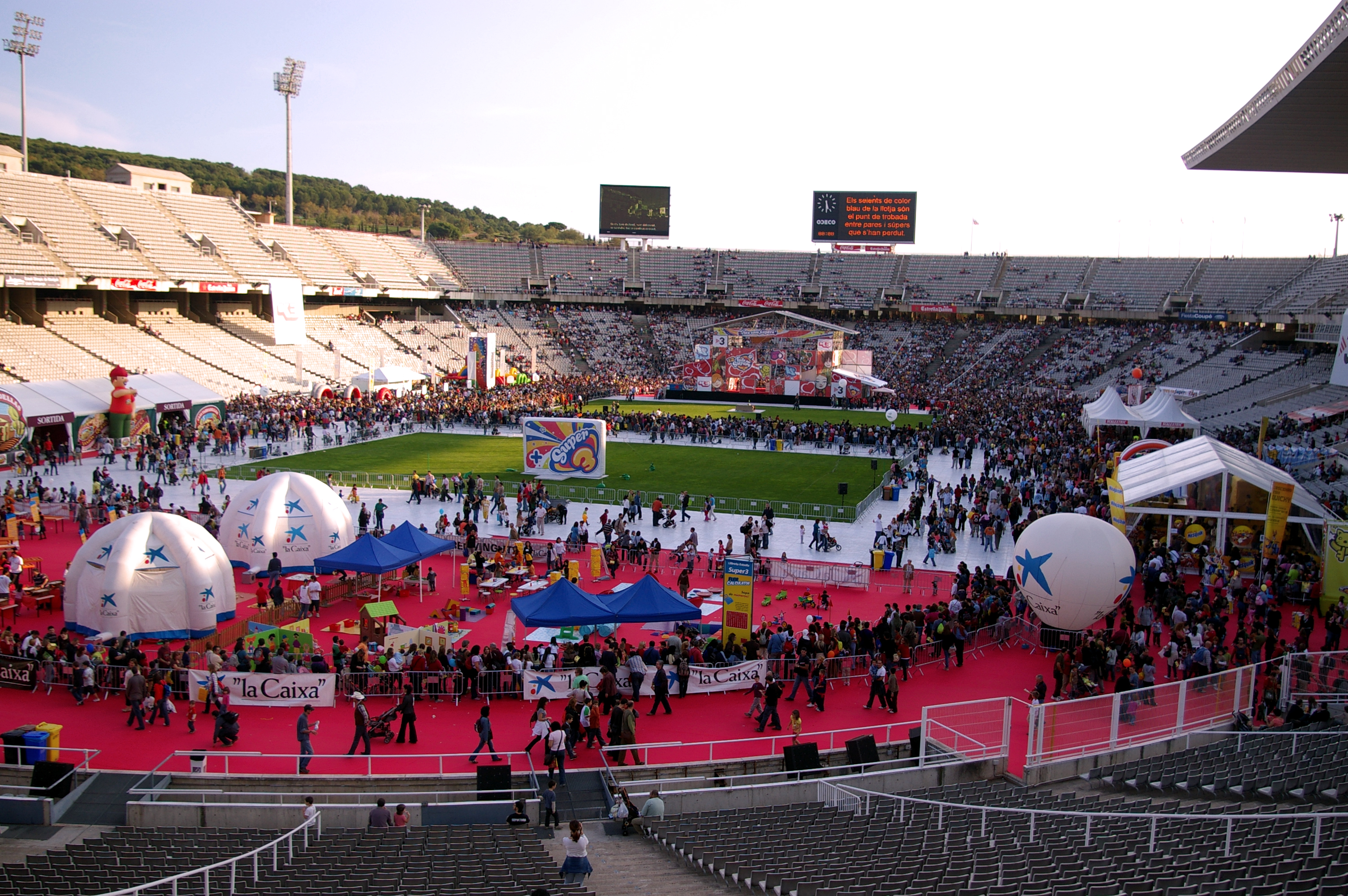
Vista de l'estadi en l'edició de 2008

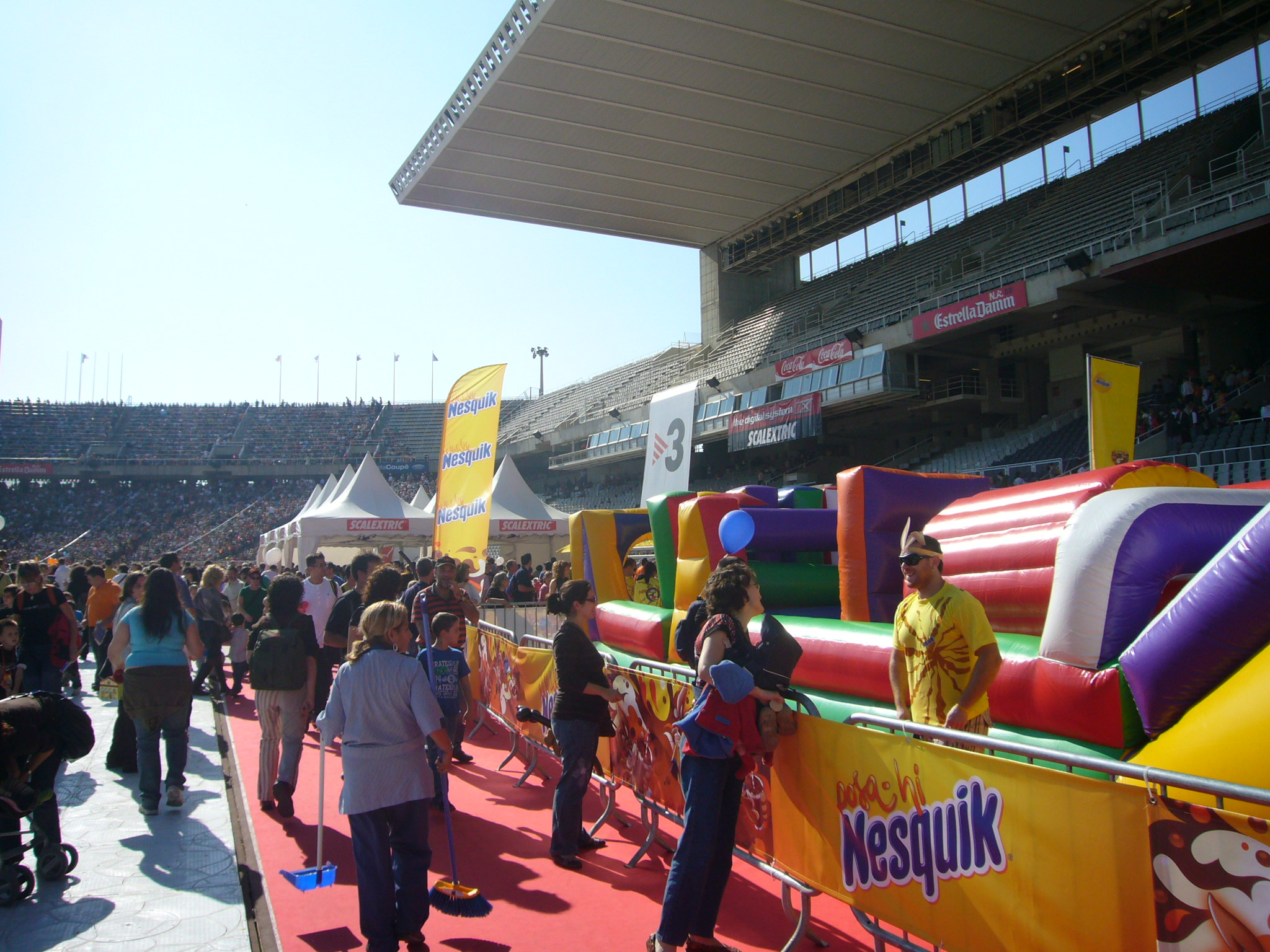
Jocs en l'edició de 2008

### 1996-1998
Personatges: Petri, Nets, Noti i Ruïnosa (a partir del 1997)

### 1999
Personatges: Petri, Noti, Bibiana, Jordi i Ruïnosa

### 2000: Puja aquí dalt i balla
Es va celebrar el dies 21 i 22 d'octubre. En aquella edició els personatges del Club Super3 amb l'ajuda dels súpers van haver d'enfrontar-se a l'arribada d'un núvol del Megazero que tenia la intenció d'envair totes les pantalles de la Terra.
Personatges: Petri, Bibiana, Jordi i Ruïnosa

### 2001: La PetriFesta
Es va celebrar a l'Estadi Olímpic Lluís Companys de Barcelona. Aquesta edició va servir per retre un homenatge a un dels personatges més emblemàtics de la història del programa: El Petri. Ell havia estat segrestat pel Megazero i només amb l'ajuda dels Petriclons dibuixats pels súpers aconseguirien alliberar-lo. Al final de la festa es va assolir la fita, i l'endemà, amb l'ajuda de la Bibiana, va prendre cos en el nou personatge resultat de la fusió del Petri i els Petriclons: el Petrikrust.
Personatges a la Festa: Bibiana i Ruïnosa

### 2002: La Supertomaticada
Com sempre es va fer a l'Estadi Olímpic Lluís Companys de Barcelona els dies 26 i 27 d'Octubre. En aquesta edició el rebesavi del Tomàtic fou segrestat i l'única forma que el poguessin alliberar era que tots els súpers assistents cridessin ben fort (el concurs Un crit pel Tomàtic, ja que el Tomàtic estava afònic i no podia dir res. La Ruïnosa volia acabar amb tots els tomàquets del món fent gaspatxo, triturant-los...A més, actuaren a la festa Els Pets o Lax'n'busto, entre d'altres. També el Cor del Super3 presentà les seves noves cançons. Hi van assistir unes 350.000 persones.
Personatges: "Petri"Krust, Bibiana, Lèmak, Ruïnosa i Tomàtic.

### 2003: Superfesfiuuu!
La vuitena edició els súpers van poder participar en el concurs Cada súper s'autopinta, on es tractava de fer-se un retrat de si mateix per optar a premis. Aquest any l'objectiu era que tots els súpers cridessin «fiuuuu!» per evitar que la Ruïnosa i el Megapeu boicotegessin la festa i recuperar la força de la supermà. També hi va haver diferents concerts amb grups com Obrint Pas, els Gossos, Macedònia i Kabul Babà.
Personatges: Bibiana, Lèmak, Krust i Ruïnosa

### 2004: Superviatjalafesta
També se celebrà a l'Anella Olímpica de Montjuïc i aquest any la festa fou una gimcana on els súpers hauran d'anar superant proves per aconseguir les cinc ulleres Super3 i la funda per guardar-les. Cada personatge del Club Super3 tenia un país o zona i es tractava de visitar tots els països per descobrir-ne els secrets (jocs, activitats, esports, etc.). Cada país o zona tenia un color diferent, i és on els súpers podien anar aconseguint les ulleres. La Ruïnosa voltava per tot el recinte fent controls duaners i impedint que els súpers poguessin anar d'un país/zona a un altre. Hi van assistir unes 300.000 persones.
Personatges: Lèmak, Krust, Kès i Ruïnosa

### 2005: Superexploraelclub
El 2005 es tractava d'explorar i descobrir tots els secrets del Club Super3 en participar en totes les activitats proposades. El Megazero va fer la guitza als súpers i va escampar una megaboira amb la intenció de capgirar la festa i esborrar el Club. La Ruïnosa ho aprofità per intentar captar socis pel seu club. Per neutralitzar aquesta boira, els súpers van haver d'utilitzar el Superfiulador, un xiulet especial que feia "Fiuu!". Hi van assistir unes 180.000 persones.
Personatges: Lèmak, Krust, Kès i Ruïnosa

### 2007: Salvem la Lila
Després d'un any sense la tradicional festa degut al gran canvi sofert en el programa, la Festa dels Súpers va tornar a l'Anella Olímpica de Montjuïc. Hi van assistir unes 360.000 persones. Aquell any els súpers havien de guarir la Lila dels efectes fatídics que li va provocar la picada d'un escorpí que li va regalar el Senyor Pla. Aquest escorpí al picar la Lila fa que adquireixi la personalitat del Senyor Pla, el que era precisament l'objectiu que aquest buscava com a manera de destruir el Club Super3.

### 2008: Roc, fes-li un petó!
El Senyor Pla volia esguerrar la Festa dels Súpers d'enguany, i per això va preparar un pastís que qui se'l menjava es quedava adormit per sempre, però li va sortir malament el pla perquè el pastís se'l va menjar la Pati Pla. A la festa, que com cada any, se celebrà a l'Anella Olímpica de Montjuïc, els súpers havien d'animar en Roc a fer un petó a la Pati per a despertar-la, ja que només un verdader petó d'amor la podia despertar. Hi van assistir al voltant de 380.000 persones.

### 2009: Volem, volem, volem... Canal Super3!

Campanya del 2009 per promocionar l'obertura del Canal Super3

El Senyor Pla havia creat un canal de televisió, el Canal Pla, que emetia continguts dolents però que va aficionar a alguns membres de la família del Super3. Això va fer dividir la família i es temia el pitjor: la desaparició del Club. Però hi havia una solució: engegar el Canal Super3, cosa que es va fer el 18 d'octubre a les 13:08h, substituint el fins llavors canal infantil i juvenil de Televisió de Catalunya, el K3. Va comptar amb la participació, per primera vegada, dels presentadors del Tags, i d'altres programes del Canal. Hi assistiren cap a 350.000 persones.

### 2010: Fem un salt!

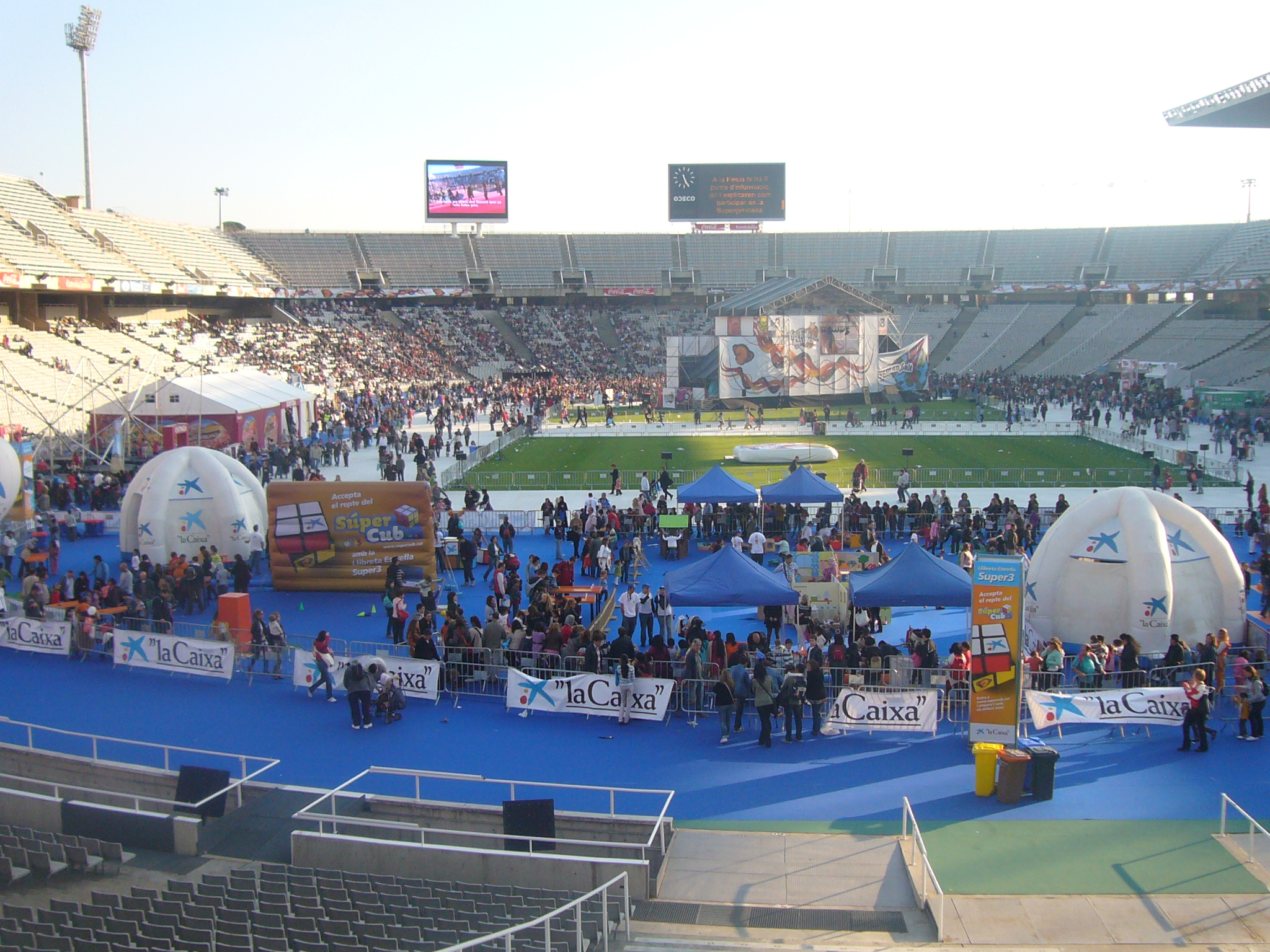
La festa dels súpers del 2010. Vista de rere l'escenari.

El Senyor Pla necessita edificar els seus gratacels i ho vol fer buidant els mars. Per això, i amb l'ajuda d'en Rick, perforarà la terra per deixar-la sense aigua. Els membres de la família del Super3 i la Pati Pla ho han d'evitar amb l'ajuda de tots els súpers. Fem un salt! Hi van assistir més de 380.000 persones, segons fonts del Canal.

### 2011: Uh! Oh! No tinc por!
El senyor Pla ha descobert una nova manera de derrotar el Club Super3. Amb l'ajut dels fantasmes Pla obtindrà la victòria final i serà l'amo del món, però cridant "Uh! Oh! No tinc por!" els súpers acabaran guanyant. Hi van assistir 420.000 persones.

### 2012: M'agrada l'esport!
El senyor Pla ha convertit el seu ajudant, el Rick en el nen d'or, un esportista d'elit, gràcies a la seva Golden Boy Machine. La família dels súper3 s'hi haurà d'enfrontar per a evitar que el Rick guanyi i el senyor Pla es converteixi en l'home més ric i poderós del món. Al final d'una intensa final el Roc aconseguirà guanyar el Rick gràcies a l'ajuda de tots els súpers i a un petó de la Pati Pla. Segons super3.cat hi van assistir aproximadament unes 300.000 persones, malgrat les condicions meteorològiques anunciades.

### 2013: Connectem
L'estiu de 2013, es va organitzar el concurs Súpernaus, que volia que els seus concursants preparessin una nau especial perquè l'Àlex i la resta de la família poguessin anar a la Lluna. A l'anar-se'n, però, en Roc recull un ou de la Lluna, que naixerà amb el nom de Biri Biri, un extraterrestre de color blau.
Doncs, el senyor Pla vol caçar la «bèstia blava», en Biri Biri, pensant que es faria grossa i que se'l menjaria. Però els súpers han d'ajudar a portar el petit extraterrestre amb els seus pares abans que el senyor Pla el capturi i el liquidi amb la Salsitxator 3000, que converteix el Biri Biri en salsixes blaves. Això només es pot aconseguir fent el gest de «connectem» perquè els pares d'en Biri Biri els vegin i vinguin a buscar-lo. S'hi estrena un nou logotip amb el nom: «La Festa dels súpers. Barcelona». La família Pla deia: «Caçarem la bèstia blava, i ho farem amb mala bava.» Hi van assistir aproximadament 330.000 súpers.

### 2014: Sóc així
La Família del Super3 prepara la Festa dels Súpers del 2014 i la família Pla els diu que poden comptar amb ells. Els repten a la gran final musical de la Festa dels Súpers, en què la família del Super3 ballaran segons la roba dels ABBA i el senyor Pla com a heavy metal, prenent-se a la Pati Pla, però al final la Pati Pla va acabar cantant amb la família del super3 i van assistir 350.000 persones.

### 2015: Arkandú
La Família del Super3 han de dir la paraula «Arkandú» a l'espectacle final de la Festa dels Súpers, per salvar la Lila perquè la té segrestada el Senyor Pla a la trampa macabra. El Senyor Pla li va robar el penjoll màgic d'en Desmond i pot fer desaperèixer tothom que vulgui, els súpers cridant la paraula màgica Arkandú, anul·laran el poder màgic del penjoll del Senyor Pla. La festa es va dur a terme el 17 i 18 d'octubre. S'estima que hi van assistir aproximadament 305.000 persones.

### 2016: Tots Junts
A l'estiu es va fer el concurs de crear un robot de cuina. En aquesta festa, apareix un nou personatge, el robot de cuina de l'Àlex, el 6Q. El qual el Senyor Pla i el Rick l'han raptat per dur-lo al pou de l'infern per apagar-li el cor i cremar-lo, però quan hi arriba d'amagat la família en 6Q ja està atrapat. Els súpers han de cridar "Peparats! Disposats! Tot apunt! Tots Junts!" amb la família del Super3 a l'espectacle final de la Festa dels Súpers, per salvar al 6Q. La festa es va dur a terme el 22 i 23 d'octubre.

### 2017: Tenim el Poder
La natura s'està morint perquè el Senyor Pla i el Rick, convertits en insectes malignes, han clavat un fibló a l'arbre màgic que dona vida. L'arbre s'està morint i amb ell la natura. La Nenúfar i la Matoll amb els seus poders es fan petites i entren a l'arbre màgic. Quan intenten treure amb els seus poders el fibló, el Senyor Pla i el Rick rapten la Nenúfar i la Matoll i les posen en un capoll. Mentrestant, la família també entren a l'arbre convertits amb insectes en busca de les elfes. A l'espectacle final de la Festa dels Súpers han d'intentar treure el fibló i rescatar les elfes cridant "Tenim el Poder". La festa es va duu a terme el 21 i 22 d'octubre. Va haver-hi un canvi d'horari durant el dissabte, de 10 a 14. Van assistir-hi unes 200.000 persones durant tot el cap de setmana.

### 2018: Festa On Tour
La Festa dels Súpers va canviar el seu format habitual i va passar a fer diverses parades a ciutats catalanes. Es feia un espectacle de 2 hores en el qual les entrades eren limitades amb invitacions gratuïtes. Hi actuaven els personatges del canal Super3 en un espectacle que anava sobre un viatge en vaixell per part de la família dels súpers que acaba malauradament portant-los a una illa deserta. En aquest nou format no s'hi incloïen activitats exteriors del recinte on se celebrava la festa. La primera parada va ser a Barcelona el dissabte 27 d'octubre, al Palau Sant Jordi. La segona parada fou el dissabte 17 de novembre, al Tarraco Arena. Posteriorment, va anar a Lleida el 10 de febrer del 2019 i a Blanes el 30 de Març. Posteriorment no es va programar cap més festa on tour.